# Enrile
Enrile is een gemeente in de Filipijnse provincie Cagayan op het eiland Luzon. Bij de laatste census in 2007 had de gemeente bijna 30 duizend inwoners.

## Geografie

### Bestuurlijke indeling
Enrile is onderverdeeld in de volgende 22 barangays:
| - Alibago - Barangay I - Barangay II - Barangay III - Barangay III-A - Barangay IV - Batu - Divisoria - Inga - Lanna - Lemu Norte | - Lemu Sur - Liwan Norte - Liwan Sur - Maddarulug Norte - Maddarulug Sur - Magalalag East - Magalalag West - Maracuru - Roma Norte - Roma Sur - San Antonio |

## Demografie
Enrile had bij de census van 2007 een inwoneraantal van 29.719 mensen. Dit zijn 657 mensen (2,3%) meer dan bij de vorige census van 2000. De gemiddelde jaarlijkse groei komt daarmee uit op 0,31%, hetgeen lager is dan het landelijk jaarlijks gemiddelde over deze periode (2,04%). Vergeleken met de census van 1995 is het aantal mensen met 983 (3,4%) toegenomen.

De bevolkingsdichtheid van Enrile was ten tijde van de laatste census, met 29.719 inwoners op 184,5 km², 155,8 mensen per km².